# Emre Demir
Emre Demir (Mersin, 2004. január 15. –) török labdarúgó, középpályás. A Sakaryaspor játékosa kölcsönben a Süper Lig-ben szereplő Fenerbahçe SK csapatától, és a török utánpótlás-válogatott tagja.

## Pályafutása
Demir a Kayserispor és a Mersin saját nevelésű játékosa, 6 évesen kezdte el a pályafutását, majd 2012-ben átigazolt a Kayserispor akadémiájára. Később a Barcelonánál, és a Paris Saint-Germainnél is volt próbajátékon.

### Kayserispor
2012-ben a Kayserispor utánpótlásába került, 49 meccsen 49 gólt szerzett az U14-es csapatban a 2015–16-os szezonban. 40 mérkőzésen 18 gólt szerzett a Kayserispor 15, 16 és 17 év alatti csapataiban.
2019. január 18-án írta alá első szerződését a klubbal, 15 évesen. Egy héttel később születésnapja után debütált az Akhisarspor elleni török kupamérkőzésen. November 19-én a Süper Lig legfiatalabb gólszerzője lett a Gençlerbirliği SK ellen; 15 évesen és 299 naposan.

### Barcelona
2021. szeptember 23-án megegyezett a Barcelona a Kayserisporral, hogy a 2021–22-es idénytől a B csapat játékosa lesz, 2022. július 14-én írták alá az ötéves szerződést.

### Fenerbahçe
2023. január 31-én jelentette be az isztambuli együttes a szerződtetését.

### Samsunspor
2023. február 3-án jelentették be, hogy a szezon végéig kölcsönbe került a Samsunspor csapatához.

### Ümraniyespor
2023. szeptember 15-én a szezon végéig kölcsönbe került az Ümraniyespor csapatához.

### Sakaryaspor
2024. július 11-én a Sakaryaspor csapatába került kölcsönbe.

## Statisztika
2023. február 3-i állapot szerint.
| Klub                 | Szezon   | Bajnokság          | Bajnokság | Bajnokság | Kupa  | Kupa  | Nemzetközi | Nemzetközi | Egyéb | Egyéb | Összesen | Összesen |
| Klub                 | Szezon   | Liga               | Mérk.     | Gólok     | Mérk. | Gólok | Mérk.      | Gólok      | Mérk. | Gólok | Mérk.    | Gólok    |
| -------------------- | -------- | ------------------ | --------- | --------- | ----- | ----- | ---------- | ---------- | ----- | ----- | -------- | -------- |
| Kayserispor          | 2018–19  | Süper Lig          | 1         | 0         | 1     | 0     | —          | —          | —     | —     | 2        | 0        |
| Kayserispor          | 2019–20  | Süper Lig          | 11        | 1         | 2     | 0     | —          | —          | —     | —     | 13       | 1        |
| Kayserispor          | 2020–21  | Süper Lig          | 14        | 0         | 2     | 2     | —          | —          | —     | —     | 16       | 2        |
| Kayserispor          | 2021–22  | Süper Lig          | 4         | 0         | 3     | 1     | —          | —          | —     | —     | 7        | 1        |
| Kayserispor          | Összesen | Összesen           | 30        | 1         | 8     | 3     | —          | —          | —     | —     | 38       | 4        |
| Barcelona B          | 2022–23  | Primera Federación | 2         | 0         | —     | —     | —          | —          | —     | —     | 2        | 0        |
| Barcelona B          | Összesen | Összesen           | 2         | 0         | —     | —     | —          | —          | —     | —     | 2        | 0        |
| Fenerbahçe           | 2022–23  | Süper Lig          | 0         | 0         | 0     | 0     | 0          | 0          | —     | —     | 0        | 0        |
| Fenerbahçe           | Összesen | Összesen           | 0         | 0         | 0     | 0     | 0          | 0          | —     | —     | 0        | 0        |
| Samsunspor (kölcsön) | 2022–23  | TFF First League   | 0         | 0         | 0     | 0     | —          | —          | —     | —     | 0        | 0        |
| Samsunspor (kölcsön) | Összesen | Összesen           | 0         | 0         | 0     | 0     | 0          | 0          | —     | —     | 0        | 0        |
| Összesen             | Összesen | Összesen           | 32        | 1         | 8     | 3     | 0          | 0          | 0     | 0     | 40       | 4        |